# Election Special
Election Special je patnácté studiové album amerického hudebníka Ry Coodera. Jeho nahrávání probíhalo ve studiích Drive-By Studios v Severním Hollywoodu a Wireland Studios v Chatsworth v Los Angeles. Album pak vyšlo v srpnu 2012 u vydavatelství Nonesuch Records. Album produkoval Ry Cooder.

## Seznam skladeb
| Pořadí | Název                        | Autor                     | Délka |
| ------ | ---------------------------- | ------------------------- | ----- |
| 1.     | Mutt Romney Blues            | Ry Cooder                 | 3:45  |
| 2.     | Brother Is Gone              | Ry Cooder                 | 5:03  |
| 3.     | The Wall Street Part of Town | Ry Cooder                 | 3:43  |
| 4.     | Guantanamo                   | Ry Cooder                 | 3:29  |
| 5.     | Cold Cold Feelings           | Ry Cooder                 | 5:26  |
| 6.     | Going to Tampa               | Ry Cooder                 | 3:58  |
| 7.     | Kool-Aid                     | Ry Cooder                 | 4:10  |
| 8.     | The 90 and the 9             | Ry Cooder                 | 5:16  |
| 9.     | Take Your Hands off It       | Ry Cooder, Joachim Cooder | 3:48  |

## Obsazení
- Ry Cooder – baskytara, kytara, mandolína, zpěv
- Joachim Cooder – bicí
- Arnold McCuller – doprovodný zpěv